# Військово-морські сили Китайської Народної Республіки
Військово-морські сили Китайської Народної Республіки (кит.: 中国人民解放军 海军; піньінь: Zhōngguó Rénmín Jiěfàngjūn Hǎijūn), офіційно —Військово-морський флот Народно-визвольної армії — один з видів збройних сил Народно-визвольної армії Китайської Народної Республіки. Нараховують 252 000 осіб і організовані в три флоти: Флот Північного Моря зі штабом в Циндао, Флот Східного Моря зі штабом в Нінбо, і Флот Південного Моря зі штабом в Чжаньцзян. Кожний флот включає в себе надводні кораблі, підводні човни, військово-морську авіацію та підрозділи берегової оборони. Флот Південного моря має в своєму складі дві бригади морської піхоти.
У лютому 2013 року заступник начальника Генштабу НВАК Цзі Цзяньго зазначив, що останнім часом загроза безпеці Китаю головним чином виходить від моря.
Раніше політкомісар Академії військових наук НВАК генерал Вень Цунжень заявляв: «Китай повинен прорвати блокаду з боку міжнародних сил проти своєї морської безпеки. Тільки коли прорвемо її, зможемо вести мову про підйом Китаю. Щоб підйом був стрімким, Китай повинен пройти через океани та вийти з океанів у своєму майбутньому розвитку».

## Чисельність та типи кораблів
Станом на 24 квітня 2021 року, військово морські сили КНР мають сім атомних субмарин Type 094, три есмінці Type 055 та перший УДК Type 075 в бойовому складі ВМС.

### Тактико-технічні характеристики атомних субмарин Type 094
Джерело:
- водотоннажність: 9000 тонн надводна, 11500 тонн підводна
- довжина корпусу: 140 метрів
- робоча глибина занурення: 300 метрів
- екіпаж: 120 осіб
- автономність плавання: 70 діб
- озброєння: шість торпедних апаратів калібру 533 мм, 12—16 міжконтинентальних балістичних ракет JL-2

### Тактико-технічні характеристики УДК Type 075
- водотоннажність: 36 тисяч тонн
- довжина корпусу: 235 метрів
- ширина корпусу: 30 метрів
- швидкість ходу: до 23 вузлів
- авіагрупа: до 28 гелікоптерів

### Тактико-технічні характеристики есмінців Type 055
- водотоннажність: 12 тисяч тонн;
- довжина корпусу: 183 метри;
- ширина корпусу: 22 метри;
- швидкість ходу: до 30 вузлів;
- озброєння: вертикальна пускова установка на 112 комірок, для запуску протикорабельних чи зенітних ракет

## Кораблі
| Бортовий номер корабля           | Фото       | Назва      | Тип                                       | Країна/Побудовано | Рік введення в експлуатацію (Збудовано) | Рік введення в експлуатацію для ВМС КНР | Статус     | Примітки   |
| Авіаносець                       | Авіаносець | Авіаносець | Авіаносець                                | Авіаносець        | Авіаносець                              | Авіаносець                              | Авіаносець | Авіаносець |
| -------------------------------- | ---------- | ---------- | ----------------------------------------- | ----------------- | --------------------------------------- | --------------------------------------- | ---------- | ---------- |
| 16                               |            | Ляонін     |                                           | Україна/ КНР      |                                         | 2012                                    | Активний   |            |
| 17                               |            | Шаньдун    |                                           | КНР               | 2017                                    | 2019                                    | Активний   |            |
| 18                               |            | Фуцзянь    |                                           | КНР               | Будується                               |                                         | Активний   |            |
|                                  |            |            |                                           |                   |                                         |                                         |            |            |
| Есмінець                         |            |            |                                           |                   |                                         |                                         |            |            |
| 101                              |            |            | Есмінець типу 055                         | КНР               |                                         |                                         | Активний   |            |
| 102                              |            |            | Есмінець типу 055                         | КНР               |                                         |                                         | Активний   |            |
| 103                              |            |            | Есмінець типу 055                         | КНР               |                                         |                                         | Активний   |            |
| 104                              |            |            | Есмінець типу 055                         | КНР               |                                         |                                         | Активний   |            |
| 105                              |            |            | Есмінець типу 055                         | КНР               |                                         |                                         | Активний   |            |
| Підводний човен                  |            |            |                                           |                   |                                         |                                         |            |            |
|                                  |            | Чанчжен 6  | Підводний човен проєкту 092 «Ся»          | КНР               |                                         |                                         | Активний   |            |
| 411                              |            |            | Підводний човен проєкту 094 «Цзінь»       | КНР               |                                         |                                         | Активний   |            |
| 412                              |            | Чанчжен 10 | Підводний човен проєкту 094 «Цзінь»       | КНР               |                                         |                                         | Активний   |            |
| 413                              |            | Чанчжен 11 | Підводний човен проєкту 094 «Цзінь»       | КНР               |                                         |                                         | Активний   |            |
| 421                              |            | Чанчжен 18 | Підводний човен проєкту 094 «Цзінь»       | КНР               |                                         |                                         | Активний   |            |
| Універсальний десантний корабель |            |            |                                           |                   |                                         |                                         |            |            |
| 31                               |            | Хайнань    | Універсальний десантний корабель типу 075 | КНР               |                                         |                                         | Активний   |            |
|                                  |            |            | Універсальний десантний корабель типу 075 | КНР               |                                         |                                         |            |            |
|                                  |            |            | Універсальний десантний корабель типу 075 | КНР               |                                         |                                         |            |            |

## Аналітичні дані США
У листопаді 2021 року, Міністерство оборони США опублікувало свій річний звіт про військову міць КНР. Відповідно до нього станом на 2021 рік, військово-морський флот КНР є найбільшим у світі, його загальна бойова сила складає близько 350 кораблів і підводних човнів й включає понад 130 основних бойових надводних одиниць.

У жовтні 2023 року розпочато будівництво АПЧ нового покоління (Type 096), можливий термін завершення — кінець 2020-х років.